# Erika Hickel
Erika Gerda Hickel (* 14. September 1934 in Königsberg; † 7. September 2020) war eine deutsche Pharmaziehistorikerin an der Technischen Universität Braunschweig (1978–1997) und Bundestagsabgeordnete (1983–1985) für Bündnis 90/Die Grünen.

## Leben
Erika Hickel erhielt 1960 die Approbation als Apothekerin. Im Jahr 1963 wurde sie mit einer arzneimittelgeschichtlichen Arbeit bei Wolfgang Schneider in Braunschweig promoviert. 1971 folgte die Habilitation an der TU Braunschweig. 1978 erhielt Hickel einen Ruf als Professorin für Geschichte der Pharmazie und der Naturwissenschaften an die TU Braunschweig. Forschungsfelder waren neben der Arzneimittelgeschichte von der Frühen Neuzeit bis ins 20. Jahrhundert u. a. die administrative Regulierung des Arzneimittelwesens, die Professionalisierung des Apothekerberufs und historische Aspekte der Sozialpharmazie. 1990 wurde sie zur Vizepräsidentin der TU Braunschweig gewählt und war damit erster weiblicher Amtsinhaber.
1983 zog Hickel über die Landesliste Niedersachsen der Grünen in den Deutschen Bundestag ein. 1984 wurde sie von der Partei in den rein weiblich besetzten Vorstand gewählt und war Mitglied des ersten weiblichen Fraktionsvorstandes im Deutschen Bundestag. Am 5. September 1985 schied sie aus dem Bundestag wieder aus, Grund dafür war das damals praktizierte Rotationsprinzip.

## Veröffentlichungen (Auswahl)
- Die Arzneimittel in der Geschichte. Trost und Täuschung – Heil und Handelsware. Verlag Traugott Bautz, Nordhausen 2008, ISBN 978-3-88309-419-9.
- Kaiserliches Privileg für einen Apotheker-Gehilfen im Jahre 1612. Johannes Büttner (1571–1634) in Görlitz, frühester Apotheker-Chemiker in Deutschland. Deutscher Apotheker Verlag, Stuttgart 2001.
- Die neue Alchemisten-(Un)kultur. Moderne Heilsversprechen und gentechnisch erzeugte Arzneimittel. In: M. Hubenstorf et al. (Hrsg.): Medizingeschichte und Gesellschaftskritik. (= Abhandlungen zur Geschichte der Medizin und der Naturwissenschaften. Band 81), Matthiesen-Verlag, Husum 1997, S. 461–469.
- Frauen und Naturwissenschaften. Gesammelte Vorträge zur feministischen Wissenschaftskritik. Deutscher Apotheker Verlag, Stuttgart 1994.
- Biochemische Forschung im 19. Jahrhundert, mit einer Bibliographie der Quellen. Deutscher Apotheker Verlag, Stuttgart 1989.
- Gen-Technik oder Gen-Manipulation. Kritische Anmerkungen zur Zurichtung von Mensch und Natur. 2., überarbeitete und erweiterte Auflage. Steinweg, Braunschweig 1986.
- Arzneimittel in Apotheke und Haushalt des 16. und 17. Jahrhunderts. In: Joachim Telle (Hrsg.): Pharmazie und der gemeine Mann (= Ausstellungskatalog der Herzog August Bibliothek. Nr. 36). Wolfenbüttel 1982, S. 21–26.
- The Emergence of Clinical Chemistry in the 19th Century: Presuppositions and Consequences. In: Journal of Clinical Chemistry and Clinical Biochemistry. 20, 1982, S. 521–530.
- Apotheken, Arzneimittel und Naturwissenschaften in Braunschweig 1677–1977. Herausgegeben von der Hagenmarkt-Apotheke, Braunschweig 1977.
- Der Apothekerberuf als Keimzelle naturwissenschaftlicher Berufe in Deutschland. In: Pharmazie in unserer Zeit. 6, 1977, S. 14–22.
- Pepsin, ein Veteran der Enzymchemie. In: Naturwissenschaftliche Rundschau. Band 28, Nr. 1, 1975, S. 14–18
- Arzneimittel-Standardisierung im 19. Jahrhundert in den Pharmakopöen Deutschlands, Frankreichs, Großbritanniens und der Vereinigten Staaten von Amerika. Wissenschaftliche Verlagsgesellschaft, Stuttgart 1973.
- Salze in den Apotheken des 16. Jahrhunderts. Braunschweig 1965 (= Veröffentlichungen aus dem pharmaziegeschichtlichen Seminar der Technischen Hochschule Braunschweig. Band 9).
- mit Wolfgang Schneider: Quellen zur Geschichte der pharmazeutischen Chemie im 16. Jahrhundert. 2. Mitteilung: Destillierbücher (Brunschwig, Ulstad). In: Pharmazeutische Zeitung. Band 109, 1964, S. 51–57.
- Chemikalien im Arzneischatz deutscher Apotheken des 16. Jahrhunderts, unter besonderer Berücksichtigung der Metalle. Mathematisch-naturwissenschaftliche Dissertation Braunschweig, Deutscher Apotheker Verlag (in Kommission), Stuttgart 1963 (= Veröffentlichungen aus dem pharmaziegeschichtlichen Seminar der Technischen Hochschule Braunschweig. Band 7).
- als Hrsg. mit Dietrich Arends und Wolfgang Schneider: Das Warenlager einer mittelalterlichen Apotheke (Ratsapotheke Lüneburg 1475). Braunschweig 1960 (= Veröffentlichungen aus dem pharmaziegeschichtlichen Seminar der Technischen Hochschule Braunschweig. Band 4).